# República Jemer
La República Jemer (en Camboyano: សាធារណរដ្ឋខ្មែរ; Sathéaranakrâth Khmer) fue una etapa de la historia de Camboya que se refiere al derrocamiento del gobierno presidido por el príncipe Norodom Sihanouk como primer ministro del Reino de Camboya por parte del general Lon Nol, quien se presentó como cabeza de Estado de la nueva forma política a la que llamó la República Jemer (République khmère en francés). Este nuevo Estado se alineó de parte de los Estados Unidos y Vietnam del Sur en contra de Vietnam del Norte y los del Viet Cong, cedió su territorio para bases militares estadounidenses con ese fin y se enfrentó a las guerrillas de los Jemeres Rojos dirigidos por Pol Pot. La decadencia del poder de los Estados Unidos en la guerra de Vietnam y los Acuerdos de paz de París, debilitó el gobierno de Lon Nol, cuyo Estado cayó el 17 de abril de 1975 con la victoria de los jemeres rojos, los cuales fundaron la Kampuchea Democrática. El golpe de Estado de Lon Nol al príncipe Norodom Sihanouk es el principal motivo del ingreso de Camboya de manera directa dentro de la guerra de Vietnam. En este periodo los Estados Unidos, con la autorización del presidente Richard Nixon, adelantó un intenso programa de bombardeos al noreste del país que causó un gran número de víctimas civiles y no hizo otra cosa que fortalecer a las guerrillas de los jemeres rojos. Lon Nol fue evacuado por los estadounidenses a principios de abril de 1975 y murió en California en 1985.

## Contexto
Camboya logró la independencia de Francia en 1953, que fue reconocida internacionalmente en 1957. El proceso de independencia fue liderado por el carismático rey Norodom Sihanouk, el cual forjó una monarquía constitucional, abdicó en favor de su padre, el rey Norodom Suramarit, hizo aprobar una Asamblea Nacional en 1963 que lo dejaba como jefe de Estado ya bajo el título de "príncipe" y guio los destinos de la nueva nación independiente con mano dura, fuerte represión de la oposición, especialmente de los comunistas camboyanos, y declaró una política de neutralidad durante la Guerra Fría y la guerra de Vietnam.
En 1965 se firmaron acuerdos secretos que permitían a Vietnam del Norte y China tener un número de bases militares en territorio camboyano. En dicho acuerdo se permitía además la utilización de los puertos camboyanos para el suministro de armas a los combatientes vietnamitas y, a cambio de ello, países como China comprarían arroz a Camboya a precios considerablemente altos. Al mismo tiempo que se pactaban semejantes acuerdos, el príncipe hablaba de neutralidad y condenaba a los Estados Unidos y a sus aliados como intervencionistas.
En 1968 un movimiento político del orden comunista liderado por Saloth Sar entra en la clandestinidad y comienza a atacar al gobierno de Norodom Sihanouk utilizando las mismas áreas que se habían reservado para bases norvietnamitas. 
El descubrimiento de esas bases norvietnamitas en territorio camboyano causó una reacción violenta por parte de los Estados Unidos, los cuales iniciaron la llamada Operación Menú de manera secreta y sin la aprobación de la ONU en 1969. Comenzó entonces para Camboya un periodo de gran inestabilidad en donde tanto grupos de derecha como de izquierda lucharon por ganar el control del poder que se le salía de las manos al príncipe. Los sectores de derecha lucharon por la expulsión de los vietnamitas de Camboya, así comopor  una alianza con los Estados Unidos y sus aliados, mientras que los sectores de izquierda, y especialmente la guerrilla de los jemeres rojos, combatieron en contra de Sihanouk y al lado de las tropas norvietnamitas.

## Golpe de Estado
En marzo de 1970, mientras el príncipe Norodom Sihanouk empezaba una gira por Europa, la URSS y China, una multitud atacó la embajada de Vietnam del Norte en Phnom Penh. El acto había sido planeado por el mismo príncipe solo con el objetivo de presionar a Moscú y Pekín, pero el suceso se salió de las manos del gobierno y los demostrantes ocuparon y saquearon la embajada pidiendo a los vietnamitas que se retirasen de inmediato del territorio camboyano. En lugar de regresar al país para afrontar la crisis, el príncipe continuó su gira por los países comunistas.
El 16 de marzo, el Secretario de Estado de Camboya y jefe de la policía, Mannorine, tuvo que presentarse ante el Congreso Nacional para responder por casos de corrupción bajo el gobierno de Norodom Sihanouk. Preocupado con que el primer ministro Lon Nol intentase llevar a cabo un golpe de Estado al príncipe, Mannorine intentó deponer a Lon Nol, pero fue rápidamente vencido por el ejército leal a Lon Nol. Sirik Matak, diputado de estado, aconsejó entonces retirar a Norodom Sihanouk del gobierno.
Al día siguiente, el ejército tomó control de la capital y se dio un debate dentro de la Asamblea Nacional. Esta había sido purgada de elementos izquierdistas en la década de los 60 por el mismo Norodom Sihanouk y, por lo tanto, estaba formada exclusivamente por derechistas. Solo un miembro de la Asamblea protestó ante el proceso, pero no fue escuchado y por unanimidad se votó invocando el artículo 122 de la Constitución para quitar los poderes a Norodom Sihanouk. Entonces Lon Nol tomó los poderes del Estado de acuerdo a una lógica de Estado de emergencia política, pero dejó en general la estructura del gobierno y los cargos como en tiempos del príncipe. De esta manera se fundó la "República Jemer".

## Nuevas políticas
El nuevo régimen pidió inmediatamente el retiro de cualquier fuerza de Vietnam del Norte y del Viet Cong del territorio camboyano, los puertos fueron cerrados a cualquier intercambio de armas que fueran a manos de los vietnamitas combatientes y políticas similares. En respuesta, Vietnam del Norte atacó las fuerzas del nuevo gobierno jemer e incrementó su ayuda a los jemeres rojos. Norodom Sihanouk permaneció en China y dejó que su nombre fuera utilizado como cabeza de estado del movimiento de los jemeres rojos que pusieron como objetivo principal el derrocamiento del nuevo gobierno lo que significó para ellos una oportunidad histórica. Aunque Norodom Sihanouk no tenía ningún poder sobre la guerrilla a la que él mismo había enfrentado, su nombre fue utilizado solo como un títere para ganar las simpatías del campesinado camboyano que le conservaba la reverencia como antiguo monarca. Otros frentes de liberación en contra del dictador se organizaron, pero no representaron una fuerza significativa en contra de los crecientes jemeres rojos.

## Guerra civil

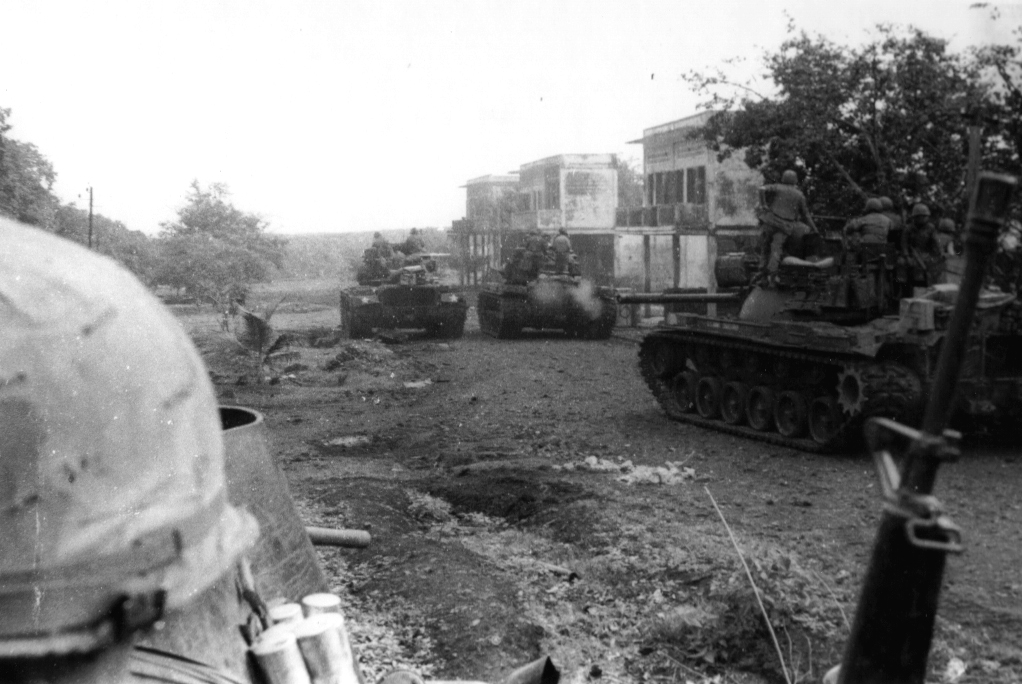
Tropas estadounidenses entrando a la ciudad de Snoul en 1970.

Se generó entonces la guerra civil dentro del territorio camboyano, conectada a los acontecimientos de la guerra de Vietnam. Bien pronto el gobierno de Lon Nol demostró su debilidad institucional, acusaciones de corrupción administrativa y su poca popularidad entre la población más humilde que lo veía como el villano que se había atrevido a usurpar el trono del rey (aunque Norodom Sihanouk había abdicado, ante el pueblo continuaba a ser reverenciado como tal). Ello hizo que el dictador buscara ayuda en la potencia occidental: los Estados Unidos, los cuales le brindaron todo el apoyo militar e instalaron bases militares en Camboya. La guerra civil llegó a tal extremo que la capital tenía que ser abastecida por la misma fuerza aérea de los Estados Unidos. La guerrilla comenzó a tener éxitos significativos a partir de 1973 y en 1975 Phnom Penh fue capturada.

## Los Estados Unidos y la República Jemer
Existe una gran discusión sobre el hecho de si el gobierno del presidente Nixon estuvo o no detrás del golpe de Estado. Las fuentes estadounidenses lo niegan y aseguran que la administración Nixon tuvo la esperanza, aun después de marzo de 1970, de ganar relaciones más amistosas con el príncipe Norodom Sihanouk. Al respecto dice Nayan Chanda:

Aunque no se han encontrado fuertes evidencias por un directo y alto nivel de participación estadounidense en el complot anti-Sihanouk, sin duda Washington era consciente de éste y no hizo nada para detenerlo. Mientras los Estados Unidos apreciaban la ayuda discreta de Sihanouk en contra de los comunistas vietnamitas, la memoria de los conflictos con él era tan fuerte como para permitir una intervención en su favor. Cuando finalmente los grupos antisihanoukistas y antivietnamitas lanzaron la movida en su contra, un antiguo analista de la CIA, Frank Snepp anotó: "Estuvimos en la posición de frotar nuestras manos y tomar la mayor ventaja de esto"

Pero si implicaciones directas de la CIA en el golpe de Estado no han sido probadas con contundencia, sí lo es el intenso programa de bombardeos sobre el territorio que costó la vida a cientos de miles de civiles y violó las normas del derecho internacional. El 18 de marzo de 1969 el bombardero estadounidense B-52 comenzó operaciones de bombardeo a ras del este camboyano en lo que denominaron "Operación Desayuno". El inicio de semejante acto de guerra fue conservado en secreto por la administración Nixon, es decir, que no solicitó la autorización del Congreso de los Estados Unidos:

(...) Insistía que estos [los bombardeos] estaban dirigidos contra legitimos blancos vietnamitas y de los jemeres rojos. Sin embargo, la incursión totalizó un enorme costo para el pueblo camboyano: los EEUU lanzaron 540 mil toneladas de bombas, mataron en toda sitio entre 150 mil y 500 mil personas

Durante la visita que el Bill Clinton hizo a Vietnam en 2000, el presidente autorizó la revelación de información sobre los bombardeos efectuados entre 1964 y 1975 en Indochina, lo que demostró que habían sido más graves de lo que se pensaba. Según un informe de Taylor Owen y Ben Kiernan en Znet, entre el 4 de octubre de 1965 y el 15 de agosto de 1973 EE. UU. lanzó 2.756.941 toneladas de bombas. Las mismas estaban dirigidas a 230.516 blancos en 113.716 sitios y de estas el 10% fueron lanzadas indiscriminadamente con 3.580 sitios clasificados como "blancos desconocidos" y otros 8.238 no estaban programados.
Según el informe Taylor-Kiernan de los datos post-Clinton, los bombardeos iniciaron cuatro años antes de lo que se tenía como oficial, lo que los ubica durante la administración de Lyndon Johnson y no de Nixon.

## Jefes de Estado y de gobierno

### Presidentes de la República
- 1970-1972 Cheng Heng
- 1972-1975 Lon Nol
- 1975      Saukam Khoy

### Primeros ministros
- 1970-1971 Lon Nol
- 1971-1972 Sisowath Sirik Matak
- 1972 Son Ngoc Thanh
- 1973-1975 Long Boret

## Población

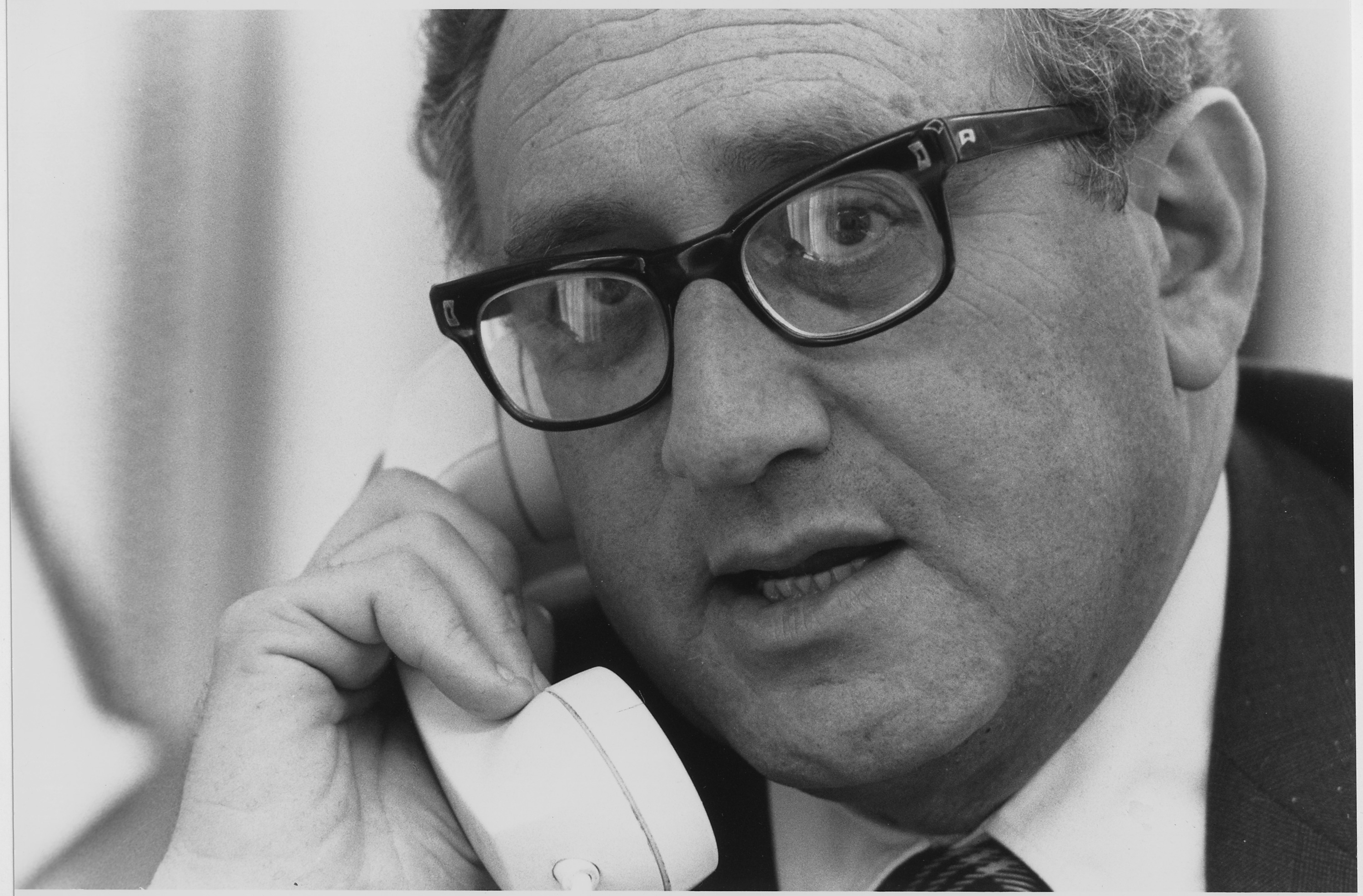
Henry Kissinger, asesor especial de la administración Nixon, jugó un papel fundamental en las actuaciones de EE. UU. en la guerra de Indochina.

Si se incluyen las estadísticas de población de la llamada República Jemer fundada por el dictador Lon Nol en 1970 hasta la caída del régimen de los jemeres rojos en 1979, Camboya presenta la reducción de población  más alta de la historia de la humanidad desde la II Guerra Mundial. Según un censo de población de 1962, Camboya debía tener un cálculo de 7,1 millones de habitantes para 1970 y si todo hubiera sido normal, para 1979 debería de haber tenido 9 millones de habitantes. Cuando Vietnam invadió el país en 1978 había entre 4,7 y 5,5 millones de habitantes.
Se tienen entonces dos periodos irregulares que no deben confundirse: el primero corresponde a la República Jemer de Lon Nol (1970-1975) y el segundo a la Kampuchea Democrática de Pol Pot (1975-1979). Evidentemente el descenso de población se dio durante el primer periodo por causa de la guerra y sus consecuencias y varias fuentes determinan que el número de muertes está en un rango entre 200 mil (según W.J. Sampson) y 1 millón de personas (según Khieu Samphan). En 1975, con la victoria de los jemeres rojos, el cálculo de población es de 7,2 millones de personas, es decir, el crecimiento es mínimo en relación con los datos de 1970. 
Los siguientes son los datos suministrados por diferentes fuentes sobre el número de muertes causados durante el régimen de Lon Nol:
- W. J. Sampson: 200 mil personas.
- Ieng Sary: 600 mil personas.
- Norodom Sihanouk: 600 mil personas.
- Departamento de Estado de EE. UU.: 600 mil personas.
- Saloth Sar: 800 mil personas.
- Khieu Samphan: 1 millón de personas.

Entra las causas de muerte elencadas por Etcheson se tienen:
- Personas caídas en combate:
  - Combatientes: entre 1000 y 8000 personas.
  - Civiles: entre 500 y 3000 personas.
- Personas muertes a causa de los bombardeos de EE. UU.: entre 3000 y 5000 personas.

Otras causas sin datos concretos son hambrunas y epidemias.

## Fuerzas armadas y defensa nacional
Las Fuerzas Armadas Nacionales Jemeres eran las fuerzas armadas combinadas de la República Jemer, un efímero estado nacionalista y militarista que existió de 1970 a 1975, conocido hoy como Camboya. Las FANK fueron las sucesoras de las Reales Fuerzas Armadas Jemeres que habían sido responsables de la defensa del anterior Reino de Camboya desde su independencia en 1953 de Francia.